# Eduard Buchner
Eduard Buchner (Múnich, 20 de mayo de 1860 - Múnich, 13 de agosto de 1917) fue un  químico alemán, galardonado con el premio Nobel de Química en 1907 «por sus investigaciones en bioquímica y por su descubrimiento de la fermentación no celular».

## Biografía
Fue hijo del médico Ernst Buchner, académico de la Universidad de Múnich en el área de medicina forense, y de Friderike Martin. Su hermano mayor, Hans Buchner, también un científico notable, asumió la responsabilidad de su educación tras la muerte temprana del padre en 1872, cuando Eduard tenía solo doce años.
Comenzó sus estudios de química en 1884 con Adolf von Baeyer y de botánica con Karl Wilhelm von Nägeli en el Instituto de Botánica de Múnich. Tras un período en que trabajó con Otto Fischer en Erlangen, obtuvo el doctorado por la Universidad de Múnich en 1888. Desde 1893 fue sucesivamente profesor de las de Kiel, Tubinga, Berlín, Breslau y Wurzburgo.
Se casó con Lotte Stahl en 1900.
Durante la I Guerra Mundial sirvió en un hospital de campaña en primera línea. Fue herido el 3 de agosto de 1917 y trasladado inmediatamente a Múnich, donde murió nueve días después a consecuencia de las heridas.

## Investigaciones científicas
Mientras realizaba estudios en ciencias básicas y bajo la tutoría y supervisión de su hermano mayor, hizo en 1885 su primera publicación relevante en la temática de su interés: Der Einfluss des Sauerstoffs auf Gärungen (La influencia del oxígeno en fermentaciones).
En 1893 había logrado establecer un modesto laboratorio propio dedicado a la fermentación química y comenzó a ejercer como docente específicamente en esta área. Sus primeros experimentos sobre las células de levadura se realizaron en este año, pero debido a que inicialmente no se confiaba en que esa línea de investigación fuese fructífera se dejó de lado por los próximos tres años.
También a fines de 1893 Buchner asumió la supervisión de la sección analítica del laboratorio de la Universidad de Kiel donde luego se estableció como docente. En 1895 se le otorgó el grado académico de profesor. Sin embargo, solo un año después de ello fue convocado para asumir como profesor extraordinario en Tubinga, en el laboratorio de química que dirigía Hans von Pechmann, un connotado químico descubridor del polietileno, quien también provenía de Múnich, y entre 1895 y 1902 se desempeñó en la Eberhard-Karls-Universität Tübingen.
Ahora con más recursos, relaciones y medios a su disposición, continuó con la investigación de la levadura. Se mantuvo en contacto con su hermano, que por aquel entonces formaba parte del directorio en el Instituto de Higiene de Múnich.
El primer texto clave para su descubrimiento que lo llevaría a obtener el Premio Nobel se publicó en la revista científica Berichte der Deutschen Chemischen Gesellschaft (Informes de la Sociedad de Química Alemana) y llevó el título Über alkoholische Gärung ohne Hefezellen (Acerca de la fermentación alcohólica sin células de levadura).
Más tarde, en 1903, publicó un libro con un informe más amplio sobre los descubrimientos acerca de la fermentación en la obra Die Zymasegährung (La fermentación de la cimasa), obra escrita en colaboración con Martin Hahn y con su hermano Hans Buchner. Este último dedicó más tarde su atención hacia otras temáticas y acabó siendo un notable bacteriólogo.
En 1907 recibió el premio Nobel de Química por su descubrimiento de la fermentación, en concreto, sobre la fermentación alcohólica en ausencia de células vivas. Con este experimento demostró que la fermentación alcohólica se debe a la acción de unas enzimas llamadas cimasas y no a la simple acción fisiológica de las células de la levadura.